# Glena trapezia
Glena trapezia là một loài bướm đêm trong họ Geometridae.